# Menno (Dakota Południowa)
Menno – miasto w Stanach Zjednoczonych, w stanie Dakota Południowa, w hrabstwie Hutchinson.